# Grammomys kuru
Grammomys kuru є видом гризунів з родини Muridae. Тварина поширена в басейні річки Конго в Центральноафриканській Республіці, Демократичній Республіці Конго, лісових ділянках західної Уганди та, можливо, Республіки Конго. Вид зустрічається у вологих і напівсухих гірських і низинних тропічних лісах.

## Морфологічна характеристика
Це дрібний гризун, довжина голови й тулуба від 125 до 136 мм, довжина хвоста від 178 до 199 мм, довжина лапи від 24 до 29 мм, довжина вух від 15 до 18 мм. Хутро довге і шовковисте. Верх темно-коричневий, посипаний жовтуватими волосками. Черевні частини білі. Хвіст довший за голову й тулуб, рівномірно темний, покритий дрібними волосками, які до кінця поступово стають довшими.

## Поведінка
Це деревний і нічний вид. Харчується частинами рослин.